# موزخوار بنرمن
موزخوار بنرمن (نام علمی: Tauraco bannermani) نام یک گونه از سرده موزخوارهای اصلی است.